# Valentin Haecker
Ferdinand Carl Valentin Haecker (15 settembre 1864 – 19 dicembre 1927) è stato uno zoologo tedesco.
Insegnante presso l'Università di Friburgo dal 1892. Nel 1900 diventò professore presso l'Università di Scienze Applicate di Stoccarda e nel 1909 presso l'Università Martin Lutero di Halle-Wittenberg. Era presidente della Deutsche Zoologische Gesellschaft dal 1922.
I contributi di Haecker riguardano i campi dell'ornitologia, biologia cellulare di plancton (radiolaria), fisiologia dello sviluppo, genetica. Pubblicò un trattato storico sul lavoro di Goethe sulla morfologia.